# Ministère de l'Environnement, du Développement durable et de la Transition écologique (Côte d'Ivoire)
Le ministère de l'Environnement, du Développement durable et de la Transition écologique est, en Côte d'Ivoire, le ministère chargée de la mise en œuvre et du suivi de la politique du gouvernement sur les questions environnementales, de développement durable et de transition écologique. Ce ministère est dirigé par Jacques Assahoré Konan depuis octobre 2023.

## Histoire
Le ministère a été créé pour répondre aux défis environnementaux et promouvoir un développement durable dans le pays. D'abord, en 1971, un secrétariat d’État chargé de la reforestation a été mis en place. En 1981, ce secrétariat a évolué pour devenir le ministère de l'Environnement. Par la suite, entre 1992 et 1994, le ministère a été élargi pour inclure la Construction et l'Urbanisme, devenant le ministère de l'Environnement, de la Construction et de l'Urbanisme. À partir de 1994 le ministère est renommé et dévient ministère de l’Environnement et du Tourisme. Ensuite, de 1996 à 1998, il prend le nom de ministère du Logement, du Cadre de Vie et de l’Environnement.
De 1998 à 1999, le ministère est connu sous le nom de ministère de l'Environnement et de la Forêt. En 2000, il reprend le nom de ministère de l'Environnement et de la Forêt, avant de devenir le ministère de l'Environnement et du Cadre de Vie entre 2001 et 2003. De 2003 à 2006, il est désigné comme ministère d'État, ministère de l’Environnement. Puis, de 2006 à 2010, le ministère prend le nom de Ministère de l’Environnement et des Eaux et Forêts.
À partir 2011, il devient ministère de l'Environnement et du Développement durable, et en octobre 2023, le ministère qui devient ministère de l'Environnement, du Développement durable et de la Transition écologique.

## Missions et attributions
La mission principale ce ministère est la mise en œuvre et le suivi de la politique du gouvernement sur les questions environnementales, de développement durable et de transition écologique. À ce titre, le ministère s'occupe de la planification de la politique environnementale ivoirienne. Sa mission prend en compte l'évaluation et les études, et la formulation de plans stratégique. Il est également responsable de la mise en œuvre du Code de l'Environnement et de la législation relative à la protection de l'environnement, en collaboration avec le ministère des Eaux et Forêts. En outre, il gère et suit les projets financés par le Fonds pour l'environnement mondial (FEM) et le Programme des Nations unies pour l'environnement (PNUE).
Le ministère veille à la mise en valeur des services environnementaux des aires protégées de Côte d'Ivoire, en coordination avec les ministères du Tourisme et des Eaux et Forêts, tout en assurant la protection et la valorisation des écosystèmes aquatiques, fluviaux, lagunaires, littoraux et des zones humides.
Dans le domaine de l’information, de l’éducation et de la sensibilisation environnementale, le ministère collabore avec les ministres de l’Éducation nationale, de l'Enseignement supérieur et de la Communication. Il participe aussi au contrôle et à l'élaboration des politiques d’assainissement et de drainage, en coordination avec le ministre chargé de ces questions. De plus, il supervise la gestion des déchets industriels, agricoles, toxiques ou dangereux.
Sur le plan du développement durable et la transition écologique, le ministère de l'environnement du développement durable et de la transition écologique fait la promotion des technologies vertes. Il élabore et met en œuvre des politiques pour lutter contre le réchauffement climatique et la pollution atmosphérique, et promeut une gestion durable des ressources rares.

## Organisation
Le ministère de l'Environnement, du Développement durable et de laTtransition écologique est structuré en plusieurs entités dont le cabinet du ministre, deux direction générale, une direction centrale et 33 directions régionales. le ministre en 2023 est Jacques Assahoré Konan.

### Structures sous tutelle
Les structures sous tutelles du ministère de l'Environnement, du Développement durable et de la Transition écologique sont l'Office ivoirien des Parcs et Réserves, le Centre ivoirien antipollution, et Agence nationale de l'environnement.